# Château de l'Épervière
Pour les articles homonymes, voir Épervière (homonymie).
Le château de l'Épervière est un château fort français situé dans la commune de Gigny-sur-Saône, dans le département de Saône-et-Loire en région Bourgogne-Franche-Comté.

## Description
La construction se compose d'un corps principal et de deux ailes en retour d'équerre vers le nord, encadrant une cour close par un parapet de pierre interrompu en son centre par une porte cochère, laquelle donne accès à un pont de pierre jeté sur le fossé qui subsiste sur ce côté et le long de l'aile est. Un avant-corps d'une travée, couronné d'un attique, se détache en légère avancée au centre de la façade est. La façade sud-est très différente : son centre s'arrondit en un avant-corps hémicirculaire. Les ailes abritent remises et greniers.
Une vaste pièce d'eau s'étend au sud dans un parc boisé.
Le château est une propriété privée et ne se visite pas.
Il fait l’objet d’une inscription au titre des monuments historiques depuis le 23 juillet 1976.

## Historique
- du XIIIe au XVIIIe siècle : plusieurs châteaux se succèdent en des points différents d'un même enclos
- 1788 : au moment de l'acquisition de la propriété par le baron François-Julien Geramb, magnat de Hongrie et ancien ministre de l'empereur Joseph II, il ne reste que des ruines
- période révolutionnaire: une nouvelle demeure est bâtie par le baron, mais elle est pillée et très vite laissée à l'abandon; les dames de Geramb, mère et fille, sont emprisonnées à Chalon mais reviennent peu après à Gigny
- 1830 : restauration par Arnoud de Joux de Ronfaud
- 1966 : nouvelle restauration, entreprise par la famille Gay